# Planetarium
Et planetarium er et lokale, hvor man kan vise stjernehimlen og andre forestillinger om astronomi med videre. Der er almindeligvis et halvkugleformet loft, hvor Himmelkuglen vises ved hjælp af en planetarieprojektor i midten af lokalet.